# Kim Bong-soo (Fußballspieler)
Kim Bong-soo (* 4. Dezember 1970 in Gunsan) ist ein ehemaliger südkoreanischer Fußballtorhüter und heutiger -trainer.

## Karriere

### Spieler

#### Klub
Aus der Universitätsmannschaft der Korea University wechselte er 1992 in den Kader der LG Cheetahs. Anfang 2000 wechselte er noch einmal für ein Jahr als Spielertrainer zu Ulsan Hyundai. Am Ende des Jahres beendete er dann seine Karriere.

#### Nationalmannschaft
Sein erstes bekanntes Spiel für die südkoreanische Nationalmannschaft zwischen den Pfosten absolvierte er am 11. Dezember 1988 bei dem 3:0-Gruppenspielsieg gegen den Iran während der Asienmeisterschaft 1988. Bei diesem Einsatz blieb es dann auch im weiteren Verlauf des Turniers. Danach wurde er in den nächsten beiden Jahren bei manchen Freundschaftsspielen eingesetzt und hatte auch einen Einsatz bei den Asienspielen 1990.
Nach einer sechs Jahre umfassenden Zeit ohne einzigen Einsatz folgten ab 1996 weitere Freundschaftsspiele und er kam im Jahr 1997 auch in zwei Spielen der Qualifikation zur Weltmeisterschaft 1998 zum Einsatz. Das letztere davon am 9. November 1997 gegen die Vereinigten Arabischen Emirate war gleichsam auch sein letztes Spiel als Nationaltorhüter.
Er war Teil der Mannschaft bei den Olympischen Spielen 1992 in Barcelona.

## Trainer
Schon zu seiner Zeit bei Ulsan Hyundai agierte er nebst seiner Rolle als Torwart auch als Torwart-Trainer. Ab 2001 vollführte er diese Rolle dann weiter bei der Mannschaft der Shingal High School. Zum Jahresstart 2005 wurde er dann Torwart-Trainer bei den Jeonnam Dragons, wo er noch einmal bis Ende 2009 aktiv war. In den Stab der Nationalmannschaft stieß er dann ab Anfang 2010 hinein, wo er unter Hong Myung-bo seine Profession bei der U23 ausführte. Hier verblieb er dann auch, als er Anfang 2003 in den Stab der A-Nationalmannschaft überging, in dem er noch einmal bis Oktober 2015 aktiv war.
Ab dem Jahresstart 2016 wurde er Jugendtrainer der nationalen Schulmannschaft. Diese Position bekleidete er bis Ende 2018, wonach er wieder Torwart-Trainer bei den Suwon Bluewings wurde; diese Verbindung bestand dann bis Januar 2021. Seit Oktober 2021 ist er im Trainerstab der Nationalmannschaft von Indonesien.